# وقت الميل (فلم)
وقت الميل (بالإنجليزية: Swing Time) هو فيلم موسيقي تم إنتاجه في الولايات المتحدة وصدر في سنة 1936.

## طاقم التمثيل
- فريد أستير
- جنجر روجرز

### ترشيحات وجوائز
| السنة | الحدث  | الفئة      | النتيجة |
| ----- | ------ | ---------- | ------- |
|       | أوسكار | أفضل أغنية | فوز     |

## الميزانية والإيرادات
بلغت تكلفة إنتاج الفيلم حوالي 886,000 دولار بينما حقق أرباحا تقدر بـ 2,618,000 دولار.

## وصلات خارجية
- مقالات تستعمل روابط فنية بلا صلة مع ويكي بيانات

1. ↑  "معلومات عن وقت الميل (فيلم) على موقع moviemeter.nl". moviemeter.nl. مؤرشف من الأصل في 2016-03-04.
2. ↑  "معلومات عن وقت الميل (فيلم) على موقع filmaffinity.com". filmaffinity.com. مؤرشف من الأصل في 2015-10-09.
3. ↑  "معلومات عن وقت الميل (فيلم) على موقع bechdeltest.com". bechdeltest.com. مؤرشف من الأصل في 2012-09-08.